# 永乐乡 (贵阳市)
永乐乡，是中华人民共和国贵州省貴陽市南明区下辖的一个乡镇级行政单位。

## 行政区划
永乐乡下辖以下地区：
罗吏村、永乐村、羊角村、石塘村、水塘村、干井村和柏杨村。